# Yashmakhadad
Yashmakhadad o Yasmakh-Addu va ser rei de Mari, a l'antiga Mesopotàmia. Era el fill petit de Xamxi-Adad I d'Ekallatum, fundador del regne de l'Alta Mesopotàmia. El seu pare li va concedir el tron de Mari potser l'any 1782 aC, quan encara era jove i inexpert i Xamxi-Adad en va conservar la primacia. El sufix addu (adad) vol dir "el que escolta" en llengua amorrita. El seu regnat és conegut per les tauletes de Mari.
El seu pare havia conquerit Mari l'any 1792 aC o el 1791 aC i va decidir confiar el territori al seu fill. Xamxi-Adad tenia el títol de "Gran Rei" mentre el fill era només Rei. El seu germà gran Ishme-Dagan I, va accedir al tron a Ekallatum, i igualment tenia el títol únicament de Rei i estava sota autoritat del seu pare que regnava des de Shubat-Enlil. El regne de Mari era com una província que s'estenia per l'Eufrates mitjà entre Tuttul i Shubat-Shamash al nord, i el país de Suhu o Suhum al sud. Molt especialment dominava les regions de Terqa i Saggaratum.
Yashmakhadad tenia un poder polític limitat i era el seu pare qui decidia les grans línies de govern. Era un virrei o un príncep que dominava un territori que tenia la capital a Mari, i que formava part del gran estat d'Assíria governat per Xamxi-Adad. S'ha conservat una inscripció on Yashmakhadad es dirigeix al déu Nergal que acaba dient: "Tu has unit les dues ribes de l'Eufrates sota el poder de Xamxi-Adad, i ell em va elegir a mi com a rei/governador de Mari, i així he aconseguit que el meu nom sigui etern...".

## Repartiment de les províncies
Xamxi-Adad va dividir el gran regne d'Assíria en províncies en una data indeterminada. Al front de les dues grans províncies del gran estat hi va posar els seus fills. Ishme-Dagan va governar la zona del Tigris, i Yashmakhadad, Mari, l'estratègic estat de vora l'Eufrates. El nou rei de Mari no tenia experiència de govern i el seu pare, molt exigent li transmet diverses cartes amb crítiques molt dures, que el fill contesta reconeixent alguns errors i defensant la seva actuació. Va tenir alguns conflictes territorials amb les tribus amorrites que els assiris havien desplaçat del seu lloc, i sembla que van arribar a ocupar Mari, encara que per poc temps. Va anar consolidant el domini de les ciutats situades al llarg del curs del riu, encara que es veu que no tenia un domini absolut del territori, i el seu germà Ishme-Dagan el va ajudar enviant-li un exèrcit. Yashmakhadad va escriure al seu germà explicant-li que havia vençut les tribus sublevades i havia capturat els seus caps i els havia eliminat.
Xamxi-Adad va fer una aliança amb el seu homòleg de Qatna. Va organitzar el matrimoni de Yashmakhadad amb la filla del rei de Qatna, Dam-hurasi; aquesta unió va comportar problemes amb Iamkhad (Alep), enemic tradicional de Qatna; però Yashmakhadad no tenia pas el temperament d'un guerrer i això molestava a Xamxi-Adad que veia com el seu fill portava una vida de plaers al seu palau; en canvi el pare era auster i no li agradava especialment la bona vida, i fins i tot alguns servidors preferien servir a la cort de Mari, on la vida era més còmoda.

### Campanya contra Zalmaqum
Després d'un temps més o menys llarg, Yashmakhadad va aconseguir vèncer les divisions que hi havia a les ciutats de l'Eufrates i va assumir un paper important com a sobirà de Mari, amb gran poder polític i militar. Va dirigir la seva expansió territorial cap al mar Mediterrani, buscant controlar l'extensa zona de l'antiga Síria. Buscava també la conquesta dels països al nord de Síria, especialment d'Idamaraz i Zalmaqum, encara independents i vulnerables a la influència de Iamkhad. Al catorzè any del regnat d'Hammurabi de Babilònia, Xamxi-Adad i el seu fill Yashmakhadad van organitzar una gran campanya militar contra Zalmaqum, amb l'objectiu de controlar la regió. No es coneix quin va ser el desenllaç del conflicte.

### Campanya contra Iamkhad
Yashmakhadad va buscar aliança amb Qatna, i va aconseguir formar una coalició contra Iamkhad, potser l'estat més poderós del territori, que a més de Qadna i Assíria la formaven Carquemix, Urshu i Hashum. En aquest moment es va conèixer la mort del rei de Iamkhad Sumu-Epuh, i van reorganitzar els exèrcits, perquè Ishme-Dagan, el germà, tenia problemes al seus territoris. Una part de l'exèrcit va anar cap al Tigris. La resta va fer una sèrie d'incursions devastadores al regne de Iamkhad, i Yashmakhadad va creure convenient buscar aliances amb les tribus nòmades del territori que van acceptar ajudar-lo a canvi d'impunitat en els saqueigs. Mentrestant Iamkhad va aconseguir que la tribu dels turuqueus, fidel als antics reis de Mari, hostilitzés l'exèrcit de Yashmakhadad i els seus territoris. L'enfrontament entre Mari i Iamkhad per fi es va realitzar. Se sap que l'exèrcit de Mari tenia més de 20.000 homes i qu en va sortir vencedor, sense qu es coneguin els detalls. Només ha quedat un informe que un general envia a Yashmakhadad on detalla el repartiment del botí i el destí dels presoners. Entre els preparatius i el desenvolupament de la batalla i la victòria final van passar quatre anys.
Xamxi-Adad va morir el 1775 aC. Els antics reis de Mesopotàmia expulsats pel difunt, o els seus descendents, es van revoltar per recuperar els seus trons. Ishme-Dagan va resistir millor les revoltes però Yashmakhadad no hi va poder fer front. Immediatament Zimri-Lim, fill de l'antic rei Yakhdun-Lim, recuperava el poder a Mari. La sort final de Yashmakhadad és desconeguda, però cal pensar que va morir o va ser empresonat fins a la mort, no tornant a ser esmentat mai més.